# Ergativ–genitiv
Ergativ–genitiv är ett grammatiskt kasus som kombinerar meningar med ergativ och genitiv, överför idéer om agerade och tillhörighet av någonting. Kasuset förekommer i klassisk maya och inuktitut.